# Batalla de Cárdenas
La batalla de Cárdenas fue una escaramuza naval durante la guerra hispano-estadounidense.

## Primer combate
El 25 de abril de 1898, Estados Unidos declaró la guerra a España. Para protegerse de los buques estadounidenses (que ya operaban en la zona antes de la declaración formal de guerra), la Ligera y la Alerta, dos lanchas cañoneras de 40 toneladas, equipadas cada una con dos cañones, y el Antonio López, un remolcador, se refugiaron en el puerto de Cárdenas (provincia de Matanzas). El Antonio López fue armado con un cañón de tiro rápido "Nordenfelt" de 57 mm para poder atacar a los insurrectos cubanos.
El mismo día 25, la Ligera entabló un combate con un torpedero estadounidense que reconocía la zona. El torpedero disparó 70 veces sobre el barco español, de los cuales sólo uno acertó y sin graves consecuencias. La Ligera respondió al fuego enemigo dejándole con graves averías en la sala de máquinas con 10 disparos. El buque estadounidense no tuvo más remedio que retirarse.
Esta escaramuza se convirtió en el primer combate de la guerra hispano-estadounidense.

## Segundo combate
Los tres barcos españoles quedaron bloqueados en la bahía por un escuadrón estadounidense formado por el cañonero USS Wilmington (PG-8) (1.571 t) con 16 cañones de 10 cm y 4 ametralladoras, la goleta reconvertida en cañonero USS Machias (PG-5) (1.177 t), el guardacostas USS Hudson con 2 cañones de 57 mm de tiro rápido, y el torpedero USS Winslow.
Tras varias escaramuzas sin relevancia, y al ver los estadounidenses que el bloqueo duraba demasiado, decidieron atacar frontalmente. El 11 de mayo, el Machias, el Hudson y el Winslow entraron en la bahía. Las lanchas españolas se retiraron y buscaron refugio en las zonas de menor profundidad, donde los buques estadounidenses no podían llegar. El Antonio López de mayor calado, se dirigió al puerto para que su tripulación pudiera evacuar el barco si fuese necesario. 

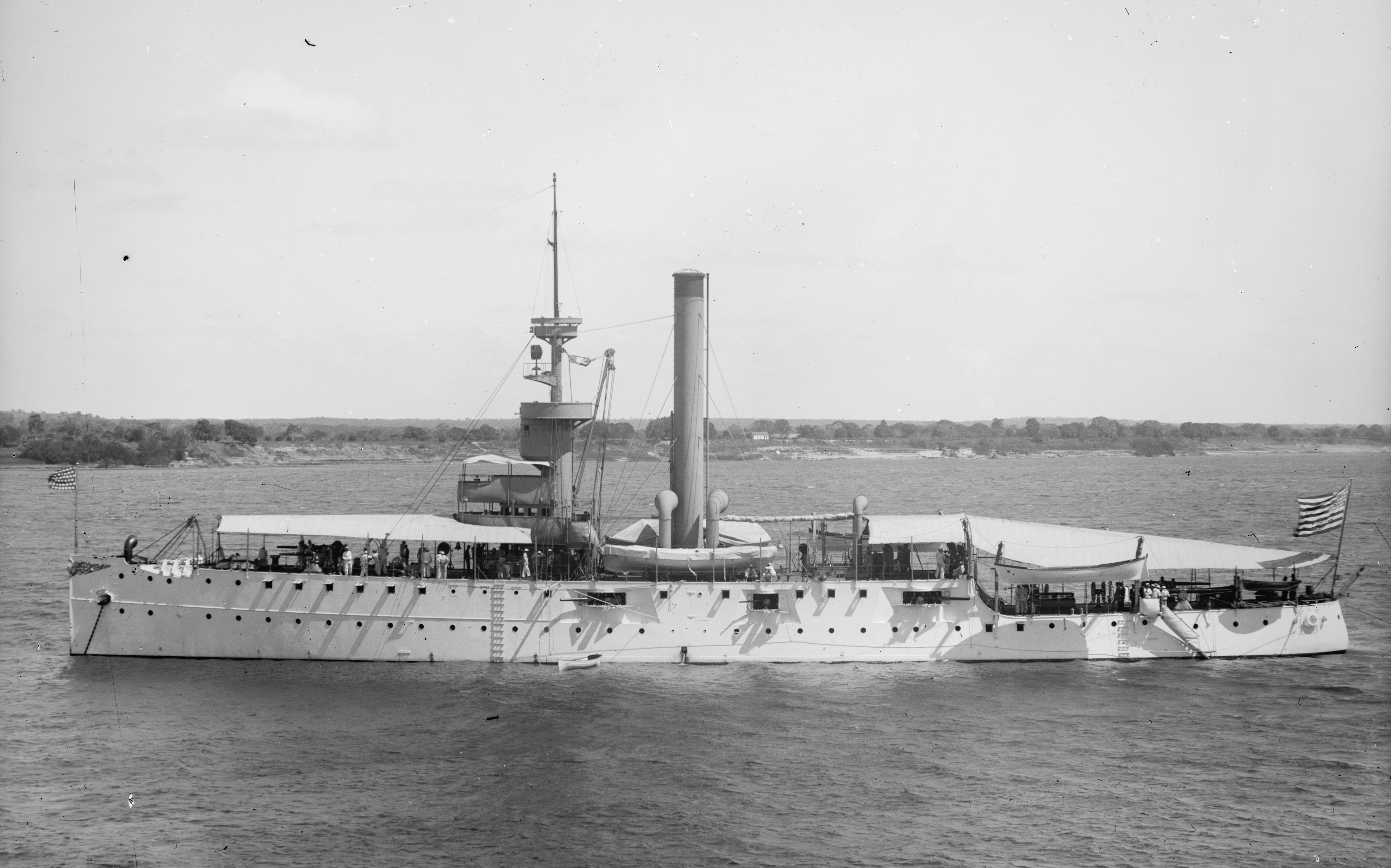
El cañonero USS Wilmington

Después de barrer el área en busca de minas navales, el capitán Todd ordenó al Winslow aproximarse a la costa e investigar. Al ver al solitario remolcador español, se dirigió hacia él disparando sus cañones. El Antonio López respondió, con tan buen acierto que al segundo disparo, ya había dejado al Winslow sin sistema de gobierno. El Wilmington acudió veloz a ayudar a sus compatriotas dando fuego de cobertura, pero tampoco consiguió gran cosa, mientras el Hudson evacuaba a la tripulación del Winslow. Tal situación era impensable para los estadounidenses, por lo que comenzaron a bombardear la ciudad esperando destruir inexistentes baterías ocultas que creían que les disparaban.
Tras dos horas y media de combate, el Wilmington se retiró con dos impactos, seguido del Hudson, con cuatro impactos, que remolcaba al Winslow, con las máquinas inutilizadas y graves averías, que obligaron a la Armada estadounidense a darle de baja.
Este combate se convirtió en la mayor victoria española de la guerra, ya que causó más bajas en el bando estadounidense que en todos los combates anteriores y posteriores.
Por su victoria, el teniente de navío Montes, comandante del Antonio López recibió la Cruz Laureada de San Fernando y el teniente de navío Pérez Rendón, comandante de la Ligera, por su acción del 25 de abril, la Cruz Naval de María Cristina
Hechos similares ocurrieron en las bahías de Manzanillo y Cienfuegos.

## Versión estadounidense
En todas las publicaciones estadounidenses este combate es descrito como una batalla contra poderosas baterías ocultas. A pesar de que el comandante de artillería Severo Gómez Núñez niega su existencia en su libro La Guerra Hispano-Americana (1899), un año después escritores ingleses y franceses continúan dando por buena la versión estadounidense. En 1902, A History of the United States Navy volvió a justificar su derrota en las baterías ocultas.